# Peravia
Peravia est l'une des 32 provinces de la République dominicaine. Son chef-lieu est Baní. Elle est limitée au nord par les provinces d'Azua, San José de Ocoa et San Cristóbal et au sud par la mer des Caraïbes.